# Syntomeida saulcyi
Syntomeida saulcyi là một loài bướm đêm thuộc phân họ Arctiinae, họ Erebidae.